# Загородній Анатолій Глібович
Анат́олій Гл́ібович Загор́одній (29 січня 1951, Велика Багачка) — український фізик-теоретик і організатор науки; академік (з 2006), віцепрезидент (2011—2020) та президент Національної академії наук України (з жовтня 2020). Директор Інституту теоретичної фізики ім. М. М. Боголюбова НАН України (з 2002 до 2024 року). Доктор фізико-математичних наук (1990), професор (1998), лауреат Державної премії України в галузі науки і техніки (2005), заслужений діяч науки і техніки України (2012), Іноземний член РАН (2011, 8 березня 2022 подав заяву про вихід зі складу іноземних членів РАН).
Член Ради національної безпеки і оборони України (з 20 січня 2021 року). Голова Комітету з Національної премії України імені Бориса Патона (з 2023).

## Життєпис
Народився 29 січня 1951 року в селі (з 1959 — селище міського типу) Велика Багачка, адміністративному центрі Великобагачанського району Полтавської області.
1972 — закінчив радіофізичний факультет Харківського державного університету ім. Горького (тепер — Харківський національний університет імені В. Н. Каразіна).
1972 — по т. ч. — в Інституті теоретичної фізики ім. М. М. Боголюбова НАН України, зокрема:
- 1980–1988 — учений секретар;
- 1989–2002 — заступник директора з наукової роботи;
- 1996–2016 — завідувач відділу теорії та моделювання плазмових процесів;
- 2002–2024 — директор;
- 2024  — радник при дирекції, почесний директор.

1978 — захистив дисертацію на тему «Флуктуации и спектры излучения ограниченной плазмы» та здобув науковий ступінь кандидата фізико-математичних наук за спеціальністю «Теоретична фізика».
1990 — захистив дисертацію на тему «Электромагнитные флуктуации в ограниченных плазменно-молекулярных системах» та здобув науковий ступінь доктора фізико-математичних наук за спеціальністю «Фізика плазми».
1997 — обраний членом-кореспондентом НАН України за спеціальністю «Теоретична фізика, фізика плазми».
1998 — присвоєно вчене звання професора.
2006 — обраний академіком НАН України за спеціальністю «Теоретична фізика, фізика плазмових процесів».
2009–2011 — головний учений секретар НАН України.
2011 — 2020 — віцепрезидент НАН України.
Із 2020 — президент НАН України.

## Науковий внесок
Наукові праці присвячені проблемам теоретичної та математичної фізики, теорії плазми, статистичної фізики, фізики кінетичних явищ.
Спільно з Іваном Якименком та Юрієм Климонтовичем розробив статистичну теорію просторово-обмежених плазмово-молекулярних систем, на основі якої дослідив вплив взаємодії плазмової та молекулярної підсистем на електромагнітні флуктуації в таких системах. Одержав нові кінетичні рівняння для функцій розподілу вільних і зв'язаних заряджених частинок в обмежених плазмово-молекулярних середовищах, установив явний вигляд інтегралів зіткнень, дослідив вплив межових поверхонь на розподіли електронів, іонів і молекул поблизу межі середовища. Розробив теорію гальмівного випромінювання у плазмово-молекулярних системах, яка враховує всі можливі процеси розсіяння за участю заряджених частинок і молекул, а також розсіяння електронів і молекул на колективних флуктуаціях.
У 1980-х — 1990-х роках разом з Олексієм Ситенком узагальнив теорію флуктуацій у стійкій стаціонарній плазмі на випадок турбулентної плазми з дифузійно-дрейфовими рухами рідинного типу. Розрахував динамічні формфактори такої плазми, дослідив їхні особливості, пов'язані з великомасштабними турбулентними рухами в такій плазмі. У межах розвиненого підходу запропонував модель немарковської дифузії частинок у турбулентній плазмі.
Подальші дослідження були спрямовані на кінетичне описання запорошеної плазми та розвинення теорії електромагнітних флуктуацій у такій плазмі з урахуванням самоузгодженого формування динамічного заряду порошинок.[джерело?]
Розвинув кінетичну теорію запорошеної плазми. На основі перших принципів статистичної механіки вивів мікроскопічні рівняння і ланцюжок рівнянь Боголюбова для запорошеної плазми, що дало змогу пояснити широкий клас нових фізичних явищ. Зокрема, запропонував кінетичний підхід до розрахунку ефективних потенціалів взаємодії порошинок у плазмі та застосував його для вивчення екранованих потенціалів у слабкоіонізованій плазмі, у тому числі за наявності зовнішніх полів. Встановив, що заряджання порошинок плазмовими струмами[відсутнє в джерелі] призводить до їх розекранування, тобто до появи кулонівської асимптотики ефективного потенціалу. Показано також, що специфічна поляризація плазми поблизу порошинки, яка рухається, може привести до значного зменшення коефіцієнта тертя і навіть зміни його знака (від'ємне тертя).
Розвинув теорію електромагнітних флуктуацій у запорошеній слабкоіонізованій плазмі з урахування динамічного заряджання порошинок плазмовими струмами. Запропонував загальні співвідношення для функції діелектричного відгуку запорошеної плазми і флуктуаційних струмів зарядження порошинки за довільних частот зіткнень електронів та іонів з нейтральними частинками. Розрахував і дослідив особливості кореляційних функцій густини електронів у запорошеній плазмі, що дає змогу отримувати інформацію про параметри плазми з експериментальних спектрів розсіяння хвиль на флуктуаціях у такій плазмі.[джерело?]
Сформулював рівняння для об'єднаного описання дифузійних процесів на довільних часах еволюції — від балістичної динаміки на початковому етапі до дробової, або звичайної, дифузії на великих часах.
Запропонував часово-нелокальне (немарковське) узагальнення кінетичних рівнянь[джерело?]. Розрахував часово-нелокальні інтеграли зіткнень для плазми в зовнішньому магнітному полі, та функцію діелектричного відгуку з урахуванням впливу турбулентних полів на рух заряджених частинок.

## Організаційна та викладацька діяльність
Очолював Державну цільову науково-технічну програми впровадження і застосування грід-технологій (2009—2013).[джерело?]
Керує декількома цільовими науковими програмами НАН України, зокрема[джерело?]:
- Програмою інформатизації;
- Програмою «Перспективні дослідження з фізики плазми, керованого термоядерного синтезу та плазмових технологій»;
- Програмою «Фундаментальні дослідження з фізики високих енергій та ядерної фізики (міжнародна співпраця)».

Координує виконання Цільової комплексної міждисциплінарної програми наукових досліджень НАН України з проблем сталого розвитку, раціонального природокористування та збереження навколишнього середовища.[джерело?]
Голова Комісії по роботі з науковою молоддю при Президії НАН України.
Координує міждисциплінарні дослідження, здійснює зв'язок НАН України з окремими міністерствами та комітетами Верховної Ради України та Київською міською державною адміністрацією.[джерело?]
Головний редактор «Українського фізичного журналу», член редколегій «Вісника НАН України» і журналу Condensed Matter Physics [Архівовано 12 липня 2020 у Wayback Machine.].
Приділяє значну увагу розвитку міжнародного наукового співробітництва НАН України, інтеграції української науки в європейський науковий простір[джерело?]:
- є головою Комісії НАН України з питань євроінтеграції;
- відповідає за координацію установ НАН України в Програмі ЄС «Горизонт 2020» та комплементарній до неї дослідницькій та тренувальній програмі Євратому, співпрацю з ЮНЕСКО (є головою Національного комітету України з програми ЮНЕСКО «Людина і біосфера» та заступником голови Національної комісії України в справах ЮНЕСКО),  Об’єднаним дослідницьким центром ЄК[en](JRC EC), Міжнародним інститутом прикладного системного аналізу (IIASA), УНТЦ та ін.;
- є науковим представником України в керівних радах ЦЕРН, JRC EC, IIASA, членом Комітету з дослідження і інновацій Україна — Євратом;
- був головою Міжнародного конгресу з фізики плазми (2004—2006).

Координує роботу з вивчення та популяризації наукової спадщини академіка В. І. Вернадського (з 2011). Як голова Комісії НАН України з наукової спадщини академіка В. І. Вернадського (змінив на цій посаді академіка НАН України Костянтина Ситника), ініціював велику програму підготовки до 150-річного ювілею вченого, зокрема видання багатотомного зібрання «Вибрані наукові праці академіка В. І. Вернадського», є організатором і головою щорічних читань НАН України, присвячених В. І. Вернадському. Був головою програмного комітету та оргкомітету XXV Київського міжнародного симпозіуму з наукознавства та історії науки «Творча спадщина В. І. Вернадського в дослідженні науки та її організації: з минулого через сучасне — в майбутнє», що відбувся у Києві 18–19 жовтня 2012 року.[джерело?]
Відповідає в НАН України за створення сучасних науково-навчальних структур, у тому числі за співпрацю з Київським академічним університетом НАН України та Відділенням цільової підготовки Київського національного університету імені Тараса Шевченка при НАН України.[джерело?]
Є професором Київського національного університету імені Тараса Шевченка, викладає на кафедрі квантової теорії поля фізичного факультету. Від 2018 року викладає у Київському академічному університеті НАН України і МОН України. Був також професором Києво-Могилянської академії. Голова Наглядової ради Харківського національного університету імені В. Н. Каразіна (із січня 2017 року).[джерело?]

## Нагороди та почесні звання

### Державні нагороди
- Орден «За заслуги» І ст. (2021)[8]
- Заслужений діяч науки і техніки України (2012)[9]
- Орден «За заслуги» ІІ ст. (2016)[10]
- Орден «За заслуги» ІІІ ст. (2008)[11]
- Державна премія України в галузі науки і техніки (2005; за праці з фізики плазми)[12]
- Почесна грамота Верховної Ради України (2004)

### Академічні нагороди
- Премія ім. К. Д. Синельникова НАН України (1991; за цикл робіт зі статистичної теорії плазмово-молекулярних систем)
- відзнака НАН України «За наукові досягнення» (2011)
- Премія ім. М. М. Боголюбова НАН України (2012; за цикл робіт «Розвиток ідей М. М. Боголюбова у теоретичній та математичній фізиці»)
- Премія ім. О. С. Давидова НАН України (2019; за роботу «Розвиток аналітичних методів статистичної фізики для пояснення нових ефектів у структурно-невпорядкованих багато-частинкових системах»)
- «Срібна медаль» Національної академії наук Білорусі (2020; «за досягнення в науці»)

### Почесні звання, титули та членства
- Член-кореспондент Міжнародної академії наук, мистецтв і гуманітаристики (Париж, 2004)
- Почесний доктор Інституту фізики конденсованих систем (2010)
- Почесний доктор Харківського національного університету імені В. Н. Каразіна (2011)
- Іноземний член-кореспондент Австрійської академії наук (2012)
- Дійсний член Наукового товариства імені Шевченка (2015)
- Почесний доктор Одеського національного університету імені І. І. Мечникова (2015)
- Почесний професор Цзілінського університету (Чаньчунь, КНР, 2017)
- Почесний доктор Київського національного університету імені Тараса Шевченка (2018)
- Почесний вчений Міжнародного інституту прикладного системного аналізу (IIASA Honorary Scholar) (2020)[13]
- Почесний академік АН вищої школи України (2022)[14]

### Монографії
- Климонтович Ю. Л., Вильхельмссон Х., Якименко И. П., Загородний А. Г. Статистическая теория плазменно-молекулярных систем. Москва: Издательство МГУ, 1990. 222 с.
- Загородний А. Г., Черемных О. К.. Введение в физику плазмы. Киев: Наукова думка, 2014. 696 с.
- Загородній А. Г., Момот А. І. Вступ до кінетичної теорії плазми. Київ: Наукова думка, 2015. 458 с.
- Lev, B., Zagorodny, A. Applications of Field Theory Methods in Statistical Physics of Nonequilibrium Systems, 2021, World Scientific, Singapore, pp. 1–341.

### Вибрані статті
- Klimontovich Y. L., Wilhelmsson H., Yakimenko I. P., Zagorodny A. G. Statistical theory of plasma-molecular systems. Phys. Reports 175 (5–6), 263—401 (1989).
- Klimontovich Yu. L., Shevchenko A. Yu., Yakimenko I. P., Zagorodny A. G. Statistical theory of Bremsstrahlung of plasma molecular systems, Contrib. Plasma Physics 29, 551—587 (1989).
- Zagorodny A., Weiland J. Statistical theory of turbulent transport (non-markovian effects). Phys. Plasmas 6 (6), 2359—2372 (1999).
- Zagorodny A. G., Schram P. P. J. M., Trigger S. A. Stationary velocity and charge distributions of grains in dusty plasmas. Phys. Rev. Lett. 84 (16), 3594–3597 (2000).
- P. P. J. M. Schram, Sitenko A. G., Trigger S. A., Zagorodny A. G. Statistical theory of dusty plasmas: Microscopic equations and Bogolyubov-Born-Green-Kirkwood-Yvon hierarchy. Phys. Rev. E 63 (1 II), 1–17 (2001).
- Bystrenko O., Zagorodny A. Screening of dust grains in a weakly ionized gas: Effects of charging by plasma currents. Phys. Rev. E 67 (6 2), 066403/1–066403/5 (2003).
- Filippov A. V., Zagorodny A. G., Pal A. F., Starostin A. N. Screening of the dust-particle charge in a plasma with an external ionization source. JETP 104 (1), 147—161 (2007)/
- Filippov A. V., Zagorodny A. G., Pal A. F., Starostin A. N., Momot A. I. Kinetic description of the screening of the charge of macroparticles in a nonequilibrium plasma. JETP Lett. JETP letters 86 (12), 761—766 (2008).
- Zagorodny A., Weiland J. Non-markovian renormalization of kinetic coefficients for drift-type turbulence in magnetized plasmas. Phys. Plasmas 16(5), 0523308 (2009).
- Ilyin V., Procaccia I., Zagorodny A. Stochastic processes crossing from ballistic to fractional diffusion with memory: Exact results. Phys. Rev. E: Statistical, Nonlinear, and Soft Matter Physics 81(3), 030105 (2010).
- Semenov I. L., Zagorodny A. G., Krivtsun I. V. Ion drag force on a dust grain in a weakly ionized collisional plasma. Physics of Plasmas 20, 013701 (2013).
- Momot A. I., Zagorodny A. G., Momot O. V. Electron density fluctuations in collisional dusty plasma with variable grain charge. Phys. Rev. E 99, 013206 (2019).